# Joël Pourbaix
Joël Pourbaix, né en 1958 à Montréal, est un poète québécois.

## Biographie
Joël Pourbaix est né en 1958 à Montréal d'un père belge et d'une mère luxembourgeoise,. Il a fait paraitre son premier recueil Séquences initiales en 1980 aux Éditions de l'Université d'Ottawa. La majorité de son œuvre, quatorze recueils de poésie, est publiée aux Éditions du Noroît.
Son recueil Le mal du pays est un art oublié, paru en 2015, s'est mérité un des prix littéraires du Gouverneur général et a été finaliste au prix des librairies,. En 2021, les Éditions du Noroît ont fait paraitre une anthologie de l’œuvre de Pourbaix, L'intimité nomade : choix de poèmes, 1980-2014. « Réflexion sur l’espace et la temporalité », la poésie de Pourbaix « joue volontiers du contraste entre vers et prose, de même qu’entre poème en prose et prose poétique, diffractant sa recherche d’altérité dans ses thèmes autant que dans ses formes ».
Parmi ses influences, Pourbaix cite L’eau et les rêves: Essai sur l’imagination de la matière de Gaston Bachelard, ainsi que Paul Chamberland, François Charron, Ernesto Sabato, Guy Debord, H.P. Lovecraft, et les Romantiques allemands. Il vit à Montréal.

## Œuvres

### Poésie
- Séquences initiales, avec des illustrations de Marc Rochon, Ottawa, Éditions de l'Université d'Ottawa, L'Astrolabe, 1980, 55 p.  (ISBN 276034052X)
- Sous les débris du réel, Saint-Lambert, Éditions du Noroît, 1985, 70 p.  (ISBN 2890181170)
- Vous oublierez de nous séduire, en collaboration avec Dominique Robert, Dixit 01; 1986.
- Dans les plis de l'écriture, Montréal, Éditions Triptyque, 1987, 118 p.  (ISBN 2890310477)
- Le Simple geste d'exister, avec six tableaux de Michel Casavant, Saint-Lambert, Éditions du Noroît, 1989, 79 p.  (ISBN 2890181669)
- Passage mexicain, Montréal, Éditions Triptyque, 1989, 72 p.  (ISBN 2890310876)
- Voyages d'un ermite et autres révoltes, Montréal, Éditions du Noroît ; Rennes, Résonance, 1992, 85 p.  (ISBN 2-89018-246-0)
- La survie des éblouissements, Montréal, Éditions du Noroît, 1994, 77 p.  (ISBN 2-89018-302-5)
- On ne naît jamais chez soi, Saint-Hippolyte, Éditions du Noroît, 1996, 92 p.  (ISBN 2-89018-353-X)
- Les enfants de Mélusine - 10 jours au Luxembourg, Saint-Hippolyte, Éditions du Noroît, 1999, 128 p.  (ISBN 2-89018-425-0)
- Disparaître n'est pas tout, Montréal, Éditions du Noroît, 2001, 110 p.  (ISBN 2-89018-472-2)
- Labyrinthe 5, Montréal, Éditions du Noroît, 2003,  (ISBN 2-89018-516-8)
- Les morts de l’infini, Montréal, Éditions du Noroît, 2005, 102 p.  (ISBN 2-89018-558-3)
- Dictature de la solitude, Montréal, Éditions du Noroît, 2008, 117 p.  (ISBN 978-2-89018-635-4)
- Le mal du pays est un art oublié, Montréal, Éditions du Noroît, 2014, 141 p.  (ISBN 9782890189058)
- Quelle mémoire plisse leur visage suivi de Souffles, Montréal, Éditions du Noroît, 2017, 150 p.  (ISBN 9782897660956)
- La rivière - Initiations Outaouaises, Montréal, Éditions du Noroît, 2019, 171 p.  (ISBN 9782897661571)

### Anthologie
- L'intimité nomade : choix de poèmes, 1980-2014, Montréal, Éditions du Noroît, 2021, 202 p.  (ISBN 9782897663315)

## Prix et honneurs
- 2015 - Prix littéraires du Gouverneur général pour Le mal du pays est un art oublié[4]
- 2015 - Finaliste prix des librairies pour Le mal du pays est un art oublié[5]
- 2015 - Finaliste au prix Alain-Grandbois pour Le mal du pays est un art oublié[3]